# AMD Yukon
AMD Yukon – nazwa mobilnej platformy zaprojektowanej wspólnie przez inżynierów AMD i dawnego ATI przeznaczonej do małych notebooków.
W skład platformy wchodzi jednordzeniowy procesor Athlon Neo o nazwie kodowej "Huron" wyposażony w 512 kB pamięci Cache L2 i obsługujący pamięci DDR2 800MHz.
Współpracuje on z chipsetem AMD 690E, mostkiem północnym SB600 i kartą graficzną ATI Mobility Radeon HD 3200.
Platforma trafiła na rynek  8 stycznia 2009 roku i rywalizuje z platformami Intel CULV oraz NVidia ION.

## Komputery oparte na platformie AMD Yukon
- HP Pavilion dv2
- MSI Wind U210